# Budziszyn (województwo mazowieckie)
Budziszyn – wieś sołecka w Polsce położona w województwie mazowieckim, w powiecie grójeckim, w gminie Chynów.
W latach 1975–1998 miejscowość administracyjnie należała do województwa radomskiego.

## Historia

### Kalendarium
- 1384 – wsie Budziszyn Mały i Budziszyn Wielki należą do rodziny Zawiszów i parafii Drwalew[8].
- 1603 – dziesięcina kmieca ze wsi należy do wikarego z Drwalewa[8].
- 1645 – właścicielem Budziszyna jest Andrzej Gozdzki herbu Doliwa[8].
- 1767 – drogą cesji przez ks. Macieja Dybowskiego proboszcza na Rokitnie Budziszyn Wielki należy do Andrzeja Puchały herbu Wieniawa.
- XIX wiek – powstał zachowany do dziś zespół dworsko-parkowy. Folwark miał powierzchnię ok. 1000 mórg z czego 459 to grunty orne, pastwiska 262 morgi oraz lasy 200 mórg. Były stawy rybne, oraz fabryka krochmalu. We wsi było 12 gospodarstw chłopskich o powierzchni 371 mórg[8].
- 1929 – wieś należała do gminy Drwalew. Właścicielem majątku ziemskiego w Budziszynie o powierzchni 130 ha był Antoni Jechalski, w Budziszynie Wielkim Teodor Załuski miał majątek o powierzchni 156 ha., a w Budziszynie Małym majątek ziemski o powierzchni 140 ha należał do Marii Krukowskiej, która posiadała też majątek w Budziszynku[8].
- 1975–1998 – Budziszyn administracyjnie należał do województwa radomskiego.
- Od 1999 – Budziszyn administracyjnie należy do województwa mazowieckiego.

## Zabytki
- Dwór – został wybudowany w 1825 roku dla Franciszka Komierowskiego. Inicjatywa poparta była przez dyrektora budowli wojskowych Wilhelma Henryka Mintera. W roku 1852 dwór przeszedł w posiadanie rodziny Karskich, w 1857 roku Ciechomskich, później Tschirschnitzów, którzy około roku 1880 dokonali jego przebudowy w stylu klasycystycznym. W wyniku tych prac we dworze pojawiły się też motywy neogotyckie w postaci ostrołukowych okien po obu stronach wejścia głównego. Czterokolumnowy portyk datowany jest natomiast na okres międzywojenny. Od 1899 roku dwór i majątek był w posiadaniu Lwa Jasińskiego, później Anny Tyczyńskiej. W latach 20. XX wieku należał do Teodora Załuskiego, a od późnych lat 20. do 1945 roku do Antoniego Jechalskiego[8][9].
- Park dworski – pozostałości parku, założonego w 1. połowie XIX wieku, z wielkim prostokątnym stawem w pobliżu dworu, szpalerami grabowymi, grupami starych świerków oraz okazami dębów[9].